# Presidentvalet i Burundi 2015
Presidentvalet i Burundi 2015 var planerat att hållas 26 juni 2015, men på grund av oroligheterna i landet senarelades det först till den 15 juli, och senare till 21 juli. Flera länder och organisationer vädjade om att valet skulle senareläggas, bland annat EU och USA, vilket regeringen först motsatte sig. Den 11 juni meddelade en grupp om sammanlagt 17 partier att de skulle hoppa av både parlamentsvalet och presidentvalet, något liknande det som hände vid det föregående valet, då de misstänkte att de inte skulle gå korrekt till sedan två av fem medlemmar av valkommissionen flytt landet. En av oppositionsledarna, Agathon Rwasa, uttryckte att han inte tänkte delta i dessa fuskval. Samme Rwasa uttryckte redan dagen därpå att han visst tänkte delta i valet, under förutsättning att beväpnade ungdomasgäng avväpnas och oberoende medier återupptas. Det fanns dock de som stödde den sittande presidenten Nkurunziza i sin kandidatur; exempelvis Robert Mugabe deklarerade att han ansåg det demokratiskt om Nkurunziza valdes av folket en gång till. Flera av kandidater från oppositionen drog sig ur valet i slutskedet, men deras namn blev kvar på valsedlarna.
Deltagandet i valet blev lågt, speciellt i Bujumbura där endast 28,75 procent av de röstberättigade röstade. I hela landet var deltagandet på 73,44 procent. Pierre Nkurunziza vann valet med 69,41 procent av rösterna. Oppositionskandidaten Jean Minani gick ut och sa att resultatet från det här valet kommer att vara ogiltigt, Agathon Rwasa fördömde valresultatet och krävde nyval. Efter detta erbjöds Rwasa posten som vice president i parlamentet i en överenskommelse, vilket flera andra oppositionella såg som förräderi.

## Tillvägagångssätt
Presidenten väljs genom ett två-omgångars val, vilket innebär att om ingen kandidat har egen majoritet efter det första valet skulle ytterligare ett val hållas den 27 juli.
Östafrikanska gemenskapen har bistått med bland annat 150 datorer, ämnade att användas i valet. Då de ekonomiska resurserna är otillräckliga för att genomföra valet, sedan bland annat katolska kyrkan i Burundi dragit tillbaka sitt stöd till valet, gick regeringen den 27 maj ut med en vädjan till medborgarna om att donera pengar så att valet ska kunna genomföras.

## Oroligheter

### Inledande oroligheter
Oroligheter uppstod sedan presidenten Pierre Nkurunziza (CNDD-FDD) den 25 april 2015 accepterat nomineringen som kandidat till en tredje mandatperiod, vilket av oppositionen och katolska kyrkan ansågs gå emot konstitutionen och Arusha Agreement. Efter detta flydde många oppositionella landet, främst tutsi men även hutu, främst till Rwanda, dit hundratals flyktingar kom varje dag till flyktingläger. Ett flertal dödsfall inträffade. Radio, telekommunikation och tillgång till sociala medier (Facebook, Twitter, och WhatsApp) stängdes ned. Oppositionella greps och alla former av manifestationer förbjöds, förutom de som stödde regeringspartiet. USA fördömde presidentens kandidatur och varnade för att landet förlorar en historisk möjlighet att stärka sin demokrati.

### Kuppförsök
Samma dag som presidenten var på ett toppmöte i Dar es-Salaam, skedde ett kuppförsök mot honom i Bujumbura. I samband med detta, sköt polis mot militär och demonstranter och minst två människor miste livet. Polisen stormade även ett sjukhus som vårdade tre personer från kuppmakarna som skadats och sköt dem på sjukhuset, varav en av dem skadades så illa att han omkom. Tusentals människor firade kuppförsöket i huvudstaden, och generalen Godefroid Niyombare hävdade att det nu var han som var landets president. Generalen stängde Bujumburas flygplats, för att förhindra att Nkurunziza återvänder till landet. Skottlossningen fortsatte tidigt på morgonen den 14 maj. Lojalister till Nkurunziza som ansåg att kuppförsöket stoppats höll fortfarande kontrollen över presidentpalatset. Striderna mellan soldater lojala till Nkurunziza och soldater lojala till general Niyombare intensifierades under dagen och åtminstone fem soldater miste livet. Nkurunziza lyckades återvända till landet samma dag och på morgonen den 15 maj stod det klart att kuppförsöket misslyckats. Flera av ledarna för kuppförsöket arresterades. Dock ej ledaren general Niyombare, även om han uttryckte till media att han gav upp, och hoppades att han inte skulle att dödas.

### Efterspel till kuppförsöket
Under dagen den 15 maj återvände president Nkurunziza till presidentpalatset och kuppmakarna erkände sig besegrade. Nkurunziza gav ett radiosänt tal där han sa att det nu var fred i landet, och han gav också löftet att de kuppmakare som gav upp frivilligt skulle förlåtas. Afrikachefen för Internationella krisgruppen (IGC), Thierry Vircoulon, ansåg dock inte att faran var över i Burundi och att det vid denna tidpunkt var omöjligt att hålla de planerade valen. Den 17 maj gjorde presidenten sitt första officiella framträdande sedan kuppförsöket. Han nämnde då inte alls kuppförsöket; istället varnade han för hotet från den militanta gruppen Al-Shabaab, på grund av närvaron av burundiska soldater i Somalia. En talesman för islamistgruppen uttalade sig att det var häpnadsväckande, och detta bara var ett sätt att ta fokus ifrån de verkliga problemen i landet. Den 18 maj avskedade presidenten försvars- och utrikesministrarna, för att stävja protesterna i huvudstaden.

## Parlamentsvalet
Presidentvalet föregicks av ett parlamentsval den 29 juni 2015. Flera av de etablerade partierna bojkottade valet och den sittande presidentens parti, CNDD–FDD, fick 77 av 100 möjliga platser i parlamentet.

## Valresultat
Valdeltagandet låg på 73,44 procent av de röstberättigade. Rösterna fördelades enligt nedan.
| Pierre Nkurunziza            | CNDD-FDD                      | 1 961 510 | 69,41 |
| Agathon Rwasa                | Burundiernas hopp (oberoende) | 536 625   | 18,99 |
| Gerard Nduwayo               | UPRONA                        | 60 380    | 2,14  |
| Jean Minani                  | Frodebu-Nyakuri               | 38 554    | 1,36  |
| Jaques Bigiramana            | FNL                           | 28 609    | 1,01  |
| Domitien Ndayizeye           | RANAC                         | 19 996    | 0,71  |
| Jean de Dieu Mutabazi        | COPA                          | 4 436     | 0,16  |
| Sylvestre Ntibantunganya     | Giraijambo                    | 3 952     | 0,12  |
| Ogiltiga eller blanka röster | Ogiltiga eller blanka röster  | 172 010   | 6,09  |
| Totalt                       | Totalt                        | 2 826 072 | 100   |